# IMSpector
IMSpector es un proxy de software para clientes de Mensajería Instantánea. Está disponible para su instalación en sistemas Linux, y  para sistemas BSD con firewall Packet Filter. Es distribuido bajo la licencia GPL.

## Uso
Generalmente es instalado en el Router o Firewall principal, de esta forma IMSpector puede monitorear a todos los usuarios de la red. Sus implementaciones más populares consisten en funciones de monitoreo de los clientes de mensajería instantánea, permitiendo elaborar reportes de las conversaciones realizadas por los usuarios de la red, dichos reportes pueden incluir la fecha, hora, id de los participantes, transferencias de archivos realizadas, e incluso el texto íntegro de la conversación.

## Funciones
- Bloqueo de palabras altisonantes o prohibidas.
- Bloqueo de transferencia de archivos.
- Bloqueo de uso de cámara web
- Implementación de Reglas de Control de Acceso ACL.
- Registro de conversaciones.
- Aviso al usuario de que su conversación está siendo monitoreada.
- Permite la integración con algunas bases de datos del tipo SQL.

Algunas funciones solo están disponibles en ciertos protocolos

## Protocolos Soportados
- MSN
- Jabber / XMPP
- IQC
- AIM
- Yahoo Messenger
- IRC

## Sistemas tipo UNIX con IMSpector integrado
- Smoothwall
- PfSense
- BrazilFW - Firewall and Router (Como Add-ons)